# John Daly (Skeletonpilot)
John Daly (* 10. Juni 1985) ist ein US-amerikanischer Skeletonpilot.
John Daly lebt in Smithtown. Er betreibt den Skeletonsport seit 2001. Seit 2003 gehört er dem Nationalkader der USA an. Im Dezember 2004 konnte er in Park City sein Debüt im Skeleton-America’s-Cup geben und wurde Zwölfter. Zu Beginn des folgenden Jahres nahm er an den Junioren-Weltmeisterschaften in Winterberg teil, wo er den achten Platz acht erreichte, und 2006 in Igls den neunten Rang. Zu Beginn der Saison 2005/06 schaffte er als Zehnter in Lake Placid sein erstes Top-Ten-Ergebnis im America’s Cup. Es dauerte allerdings bis Dezember 2006, dass er als Dritter in Lake Placid eine erste herausragende Platzierung erreichte. An selber Stelle gewann Daly im April 2008 auch seine ersten Rennen in dieser Rennserie. Mehrere Male trat er bislang auch im Skeleton-Europacup an, Platz drei in St. Moritz im Januar 2008 war ein dritter Rang bis zum Ende der Saison bestes Ergebnis. In den Gesamtwertungen des Europacup und des America’s Cup der Saison 2007/08 wurde Daly Fünfter und Achter. Die Junioren-WM in Igls beendete der US-Amerikaner als Siebter. 2008/09 startete Daly erneut im Europacup. In Igls und St. Moritz gewann er jeweils ein Rennen und wurde am Ende in der Gesamtwertung des Wettbewerbs Zweiter hinter Sebastian Haupt. Erfolgreich verlief auch die Interconti-Saison 2009/10. Er kam nur in den vier letzten Saisonrennen zum Einsatz, gewann aber alle vier. Zuvor hatte er in der Saison schon zwei Rennen des America’s Cup in Lake Placid.
| Personendaten    | Personendaten                   |
| ---------------- | ------------------------------- |
| NAME             | Daly, John                      |
| KURZBESCHREIBUNG | US-amerikanischer Skeletonpilot |
| GEBURTSDATUM     | 10. Juni 1985                   |